# کلیکون (سی دی پی)، نیویورک
کلیکون (به انگلیسی: Callicoon) یک منطقهٔ مسکونی در ایالات متحده آمریکا است که در شهرستان سولیوان، نیویورک واقع شده‌است. کلیکون ۱٫۲ کیلومتر مربع مساحت و ۱۶۷ نفر جمعیت دارد و ۲۵۸ متر بالاتر از سطح دریا واقع شده‌است.